# Puchar Świata w lotach narciarskich 2022/2023
Puchar Świata w lotach narciarskich 2022/2023 – 26. edycja Pucharu Świata w lotach narciarskich (stanowiącego część Pucharu Świata w skokach narciarskich), która rozpoczęła się 28 stycznia 2023 w Bad Mitterndorf, a zakończyła się 2 kwietnia 2023 w Planicy. Zaplanowano rozegranie 6 konkursów indywidualnych oraz 1 drużynowego.

## Zwycięzcy

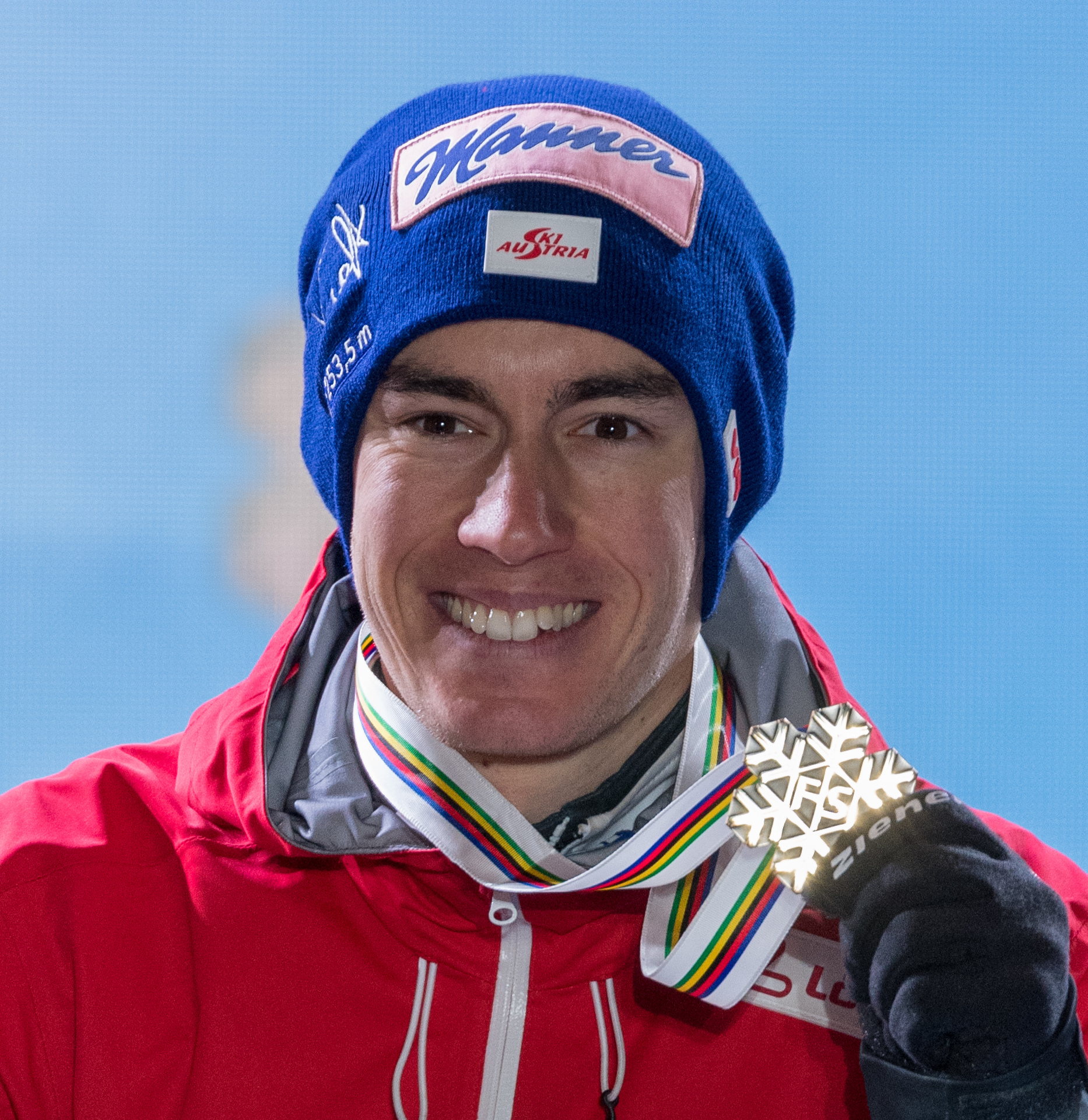
Stefan Kraft zwycięzca Pucharu Świata w lotach 2022/2023

## Kalendarz zawodów
| Lp                                            | Data                                          | Miejscowość                                   | HS                                            | Uwagi                                         | 1. miejsce                                                                  | 2. miejsce                                                        | 3. miejsce                                                                                              |
| --------------------------------------------- | --------------------------------------------- | --------------------------------------------- | --------------------------------------------- | --------------------------------------------- | --------------------------------------------------------------------------- | ----------------------------------------------------------------- | --- |
| 1.                                            | 28 stycznia 2023                              | Bad Mitterndorf                               | HS-235                                        | loty                                          | Halvor Egner Granerud                                                       | Stefan Kraft                                                      | Domen Prevc                                                                                             |
| 2.                                            | 29 stycznia 2023                              | Bad Mitterndorf                               | HS-235                                        | loty                                          | Halvor Egner Granerud                                                       | Timi Zajc                                                         | Stefan Kraft                                                                                            |
| 3.                                            | 18 marca 2023                                 | Vikersund                                     | HS-240                                        | RA, loty, nocny                               | Halvor Egner Granerud                                                       | Stefan Kraft                                                      | Daniel Tschofenig                                                                                       |
| 4.                                            | 19 marca 2023                                 | Vikersund                                     | HS-240                                        | RA, loty, nocny                               | Stefan Kraft                                                                | Halvor Egner Granerud                                             | Anže Lanišek                                                                                            |
| 5.                                            | 1 kwietnia 2023                               | Planica                                       | HS-240                                        | P7, loty                                      | Stefan Kraft                                                                | Anže Lanišek                                                      | Piotr Żyła                                                                                              |
| 6.                                            | 1 kwietnia 2023                               | Planica                                       | HS-240                                        | P7, loty, druż.                               | Austria 1. Daniel Tschofenig 2. Michael Hayböck 3. Jan Hörl 4. Stefan Kraft | Słowenia 1. Lovro Kos 2. Domen Prevc 3. Timi Zajc 4. Anže Lanišek | Norwegia 1. Johann André Forfang 2. Bendik Jakobsen Heggli 3. Robert Johansson 4. Halvor Egner Granerud |
| 7.                                            | 2 kwietnia 2023                               | Planica                                       | HS-240                                        | P7, loty                                      | Timi Zajc                                                                   | Anže Lanišek                                                      | Stefan Kraft                                                                                            |
| Puchar Świata w lotach narciarskich 2022/2023 | Puchar Świata w lotach narciarskich 2022/2023 | Puchar Świata w lotach narciarskich 2022/2023 | Puchar Świata w lotach narciarskich 2022/2023 | Puchar Świata w lotach narciarskich 2022/2023 | Stefan Kraft                                                                | Halvor Egner Granerud                                             | Anže Lanišek                                                                                            |

Legenda:
| zawody indywidualne | zawody drużynowe |

## Skocznie
W tabeli podano rekordy skoczni obowiązujące przed rozpoczęciem Pucharu Świata w lotach narciarskich 2022/2023 lub ustanowione bądź wyrównane w trakcie jego trwania (wyróżnione wytłuszczeniem).
| Zdjęcie | Nazwa skoczni   | Miejscowość     | K     | HS     | Rekord skoczni | Rekord skoczni  | Rekord skoczni | Źr.   |
| Zdjęcie | Nazwa skoczni   | Miejscowość     | K     | HS     | Odległość      | Rekordzista     | Data           | Źr.   |
| ------- | --------------- | --------------- | ----- | ------ | -------------- | --------------- | -------------- | ----- |
|         | Kulm            | Bad Mitterndorf | K-200 | HS-235 | 244,0 m        | Peter Prevc     | 16.01.2016     | [ 2 ] |
|         | Vikersundbakken | Vikersund       | K-200 | HS-240 | 253,5 m        | Stefan Kraft    | 18.03.2017     | [ 3 ] |
|         | Letalnica       | Planica         | K-200 | HS-240 | 252,0 m        | Ryōyū Kobayashi | 24.03.2019     | [ 4 ] |

## Klasyfikacja generalna
Stan po zakończeniu PŚ w lotach 2022/2023
| Miejsce | Zawodnik                  | Występy | Punkty |
| ------- | ------------------------- | ------- | ------ |
| 1.      | Stefan Kraft              | 6       | 480    |
| 2.      | Halvor Egner Granerud     | 6       | 450    |
| 3.      | Anže Lanišek              | 6       | 314    |
| 4.      | Timi Zajc                 | 6       | 311    |
| 5.      | Domen Prevc               | 6       | 237    |
| 6.      | Jan Hörl                  | 6       | 213    |
| 7.      | Piotr Żyła                | 6       | 210    |
| 8.      | Ryōyū Kobayashi           | 6       | 164    |
| 9.      | Andreas Wellinger         | 6       | 161    |
| 10.     | Daniel Tschofenig         | 4       | 140    |
| 11.     | Markus Eisenbichler       | 6       | 120    |
| 12.     | Gregor Deschwanden        | 6       | 118    |
| 13.     | Johann André Forfang      | 6       | 114    |
| 13.     | Kamil Stoch               | 6       | 114    |
| 15.     | Michael Hayböck           | 4       | 113    |
| 16.     | Žiga Jelar                | 5       | 111    |
| 17.     | Robert Johansson          | 6       | 108    |
| 18.     | Manuel Fettner            | 6       | 95     |
| 19.     | Naoki Nakamura            | 5       | 93     |
| 20.     | Aleksander Zniszczoł      | 6       | 78     |
| 21.     | Daniel-André Tande        | 6       | 74     |
| 22.     | Dawid Kubacki             | 3       | 72     |
| 23.     | Marius Lindvik            | 2       | 50     |
| 24.     | Lovro Kos                 | 6       | 47     |
| 25.     | Karl Geiger               | 4       | 38     |
| 26.     | Giovanni Bresadola        | 5       | 33     |
| 27.     | Bendik Jakobsen Heggli    | 4       | 31     |
| 28.     | Kristoffer Eriksen Sundal | 5       | 30     |
| 29.     | Niko Kytösaho             | 5       | 22     |
| 30.     | Jewhen Marusiak           | 2       | 18     |
| 31.     | Rok Masle                 | 2       | 16     |
| 32.     | Simon Ammann              | 3       | 14     |
| 33.     | Philipp Aschenwald        | 2       | 13     |
| 34.     | Joacim Ødegård Bjøreng    | 2       | 11     |
| 35.     | Clemens Leitner           | 2       | 10     |
| 35.     | Paweł Wąsek               | 2       | 10     |
| 35.     | Alex Insam                | 3       | 10     |
| 38.     | Yukiya Satō               | 2       | 9      |
| 38.     | Constantin Schmid         | 6       | 9      |
| 38.     | Benjamin Østvold          | 2       | 9      |
| 41.     | Sondre Ringen             | 3       | 5      |
| 42.     | Artti Aigro               | 2       | 4      |
| 42.     | Stephan Leyhe             | 2       | 4      |
| 42.     | Pius Paschke              | 3       | 4      |
| 42.     | Decker Dean               | 3       | 4      |
| 42.     | Dominik Peter             | 2       | 4      |
| 47.     | Maximilian Steiner        | 3       | 3      |
| 47.     | Felix Hoffmann            | 1       | 3      |
| 49.     | Clemens Aigner            | 1       | 2      |
| 49.     | Žak Mogel                 | 2       | 2      |
| 49.     | Peter Prevc               | 2       | 2      |
| 52.     | Ulrich Wohlgenannt        | 2       | 1      |